# Лобамба
Лоба́мба (англ. Lobamba) — місто, історична столиця королівства Есватіні. У місті розташований парламент країни та резиденція королеви-матері. Місто розташоване на заході країни, у долині Азулвіні. За 16 км від міста розташована столиця країни Мбабане.